# Дюкре-Дюминиль, Франсуа Гийом
Франсуа Гийом Дюкре-Дюминиль, иногда – Дюкре-Дюмениль (фр.  François Guillaume Ducray-Duminil, 1761, Париж – 29 октября 1819, Виль-д’Аврэ) – французский писатель, автор многотомных сентиментально-моралистических романов для юношества (с элементами романа тайн), чрезвычайно популярных у читателей конца XVIII- начала XIX вв.

## Биография и творчество
Писал стихи и песни, сочинял сказки и пьесы. С 1790 издавал газету Petites Affiches, выступал как литературный критик. Входил в Société du Caveau, другие литературные общества и кружки. В годы Революции был ненадолго арестован.
Наиболее известные романы Дюкре-Дюминиля были переделаны для сцены Пиксерекуром. Они тогда же переводились на многие европейские языки. В России на рубеже XVIII- XIX вв. было опубликовано свыше двадцати его сочинений, воспоминания об их чтении входят в многочисленные мемуары эпохи (Булгарин, А.Григорьев и др.).

## Интересные факты

### Пушкин о Дюкре-Дюминиле
В своих записных книжках (Table-talk) Пушкин упоминает произведения французского писателя как символ литературного чтива:

Глупость осуждения не столь заметна, как глупая хвала; глупец не видит никакого достоинства в Шекспире, и это приписано разборчивости его вкуса, странности и т.п. Тот же глупец восхищается романом Дюкре-Дюмениля или Историей г. Полевого, и на него смотрят с презрением, хотя в первом случае глупость его выразилась яснее для человека мыслящего.— Пушкин А.С. Table-talk // Собр. соч. в 10 т. Т. 7. — М.: ГИХЛ, 1962. — С. 207.

### Тургенев о Дюкре-Дюминиле
Роман Алексис, или Хижина в лесу — единственная книга, которую прочитала простодушная матушка Евгения Базарова в романе Тургенева «Отцы и дети».

## Публикации на русском языке
- Лолотта и Фанфан, или Приключения двух младенцев, оставленных на необитаемом острове — М., 1791.
  - Часть первая
  - Часть вторая
  - Часть третья
  - Часть четвертая
  - 2-е изд. — М., 1793.
    - Часть первая
    - Часть вторая
    - Часть третья
    - Часть четвертая

  - 4-е изд. — М., 1804.
    - Часть первая
    - Часть вторая
    - Часть третья
    - Часть четвертая
- Алексис, или Домик в лесу. Манускрипт найденный на берегу Изеры, и изданный в свет сочинителем Лолотты и Фанфана — М., 1794.
  - Часть первая
  - Часть вторая
  - Часть третья
  - Часть четвертая
  - 2-е изд. — М., 1800.
    - Часть первая
    - Часть вторая
    - Часть третья
    - Часть четвертая
- Яшенька и Жеоржетта, или, Приключения двух младенцев, обитавших на горе — М., 1796.
  - Часть первая
  - Часть вторая
  - Часть третья
  - Часть четвертая
- Виктор или Дитя в лесу — М., 1799.
  - Часть I
  - Часть II
- Катинька, или Найденное дитя — М., 1802.
  - Книжка первая
  - Книжка вторая
- Целина, или Дитя тайны — М., 1802-1803.
  - Часть первая
  - Часть вторая
  - Часть третья
  - Часть четвертая
  - Часть пятая
  - Часть шестая
- Вечера моей бабушки — М., 1803.
  - Часть первая
  - Часть вторая
- Пальмир и Вольмениль, маленькие сироты, или Деревушка на берегах Дюрансы — М., 1805.
  - Книжка первая
  - Книжка вторая
  - Книжка третья
  - Книжка четвертая
  - Книжка пятая
  - Книжка шестая
  - Книжка седьмая
  - Книжка восьмая
  - 2-е изд. — М., 1819.
    - Книжка первая
    - Книжка вторая
    - Книжка третья
    - Книжка четвертая
    - Книжка пятая
    - Книжка шестая
    - Книжка седьмая
    - Книжка восьмая
- Мишель, или Отеческий дом — М., 1807.
  - Часть I
  - Часть II
  - Часть III
  - Часть IV
- Вечерние беседы в хижине, или Наставления престарелого отца — М., 1807.
  - Часть первая
  - Часть третья
- Елмонда, или Дочь гостиницы — М., 1808-1809.
  - Часть первая. Книжка первая
  - Часть первая. Книжка вторая
  - Часть вторая. Книжка четвертая
  - Часть третья. Книжка пятая
  - Часть четвертая. Книжка восьмая
  - Часть пятая. Книжка девятая
  - 2-е изд. — М., 1816-1817.
    - Книжка первая
    - Книжка вторая
- Мальчик, наигрывающий разные штуки колокольчиками — М., 1810.
  - Часть первая
  - Часть вторая
  - Часть третья
  - Часть четвертая
- Вечерние беседы в хижине, или Наставления престарелого отца — Харьков, 1819.
  - Часть первая
  - Часть третья
- Эмилио, или Вечера моего отца. Дюкре-Дюминиля. Содержащие в себе записки одного из лиц Вечеров в хижине, творения того же автора. — М., 1819-1821.
  - Том первый
  - Том второй
  - Том третий
  - Том четвертый
- Источник святой Екатерины, или Отцом проданный сын — М., 1820.
  - Часть первая
  - Часть вторая
  - Часть третья
  - Часть четвертая
  - Часть пятая
  - Часть шестая
  - Часть седьмая
  - Часть восьмая